# En directo (noticiero)
En directo fue un informativo televisivo chileno transmitido por Teleonce Universidad de Chile entre el 5 de abril de 1982 y el 15 de mayo de 1983. Fue presentado por Patricio Bañados, Viviana Nunes, Inés María Cardone, Juan Guillermo Vivado y Eduardo Riveros. Este informativo era emitido a las 20:00 (hora local), compitiendo directamente con Sesenta Minutos de Televisión Nacional y Teletrece de Canal 13.
Al igual que Teleonce noticias y Panorama, En Directo poseía tres ediciones: la primera era emitida a las 20:00 horas, el informativo nocturno Noticias al Cierre con Fernando James a las 23.30 horas y En Directo Última Edición, un resumen informativo a las 1:00 de la mañana.